# Abryna regispetri
Abryna regispetri är en skalbaggsart som beskrevs av Jorge Américo Rodrigues Paiva 1860. Abryna regispetri ingår i släktet Abryna och familjen långhorningar.
Artens utbredningsområde är:
- Laos.
- Burma.

Inga underarter finns listade i Catalogue of Life.